# Valeriu Muravschi
Valeriu Muravschi (Sirota, 1949. július 31. – Chișinău, 2020. április 8.) moldáv politikus, miniszterelnök (1991–1992).

## Élete
1949. július 31-én született az orhei járásban található Sirotában. Kisinyovban szerzett közgazdasági diplomát. 1971 és 1976 között az Állami Árszakértő Bizottság főközgazdászaként dolgozott. 1976 és 1984 között az Építőanyagipari Minisztérium árszabályozási osztályának, 1984 és 1988 között a pénzügyi osztálynak, 1988 és 1990 között a gazdasági igazgatóságnak a vezetője volt. 
1990–91-ben miniszterelnök-helyettes és pénzügyminiszter posztot töltött be Mircea Druc kormányában. 
1991. május 28-án miniszterelnöknek nevezték ki. Hivatali ideje alatt, 1991. augusztus 27-én, először a függetlenség kinyilvánítása, majd 1991. december 25-én a Szovjetunióból való kilépés történt meg. 1992 márciusában bontakozott ki a transznisztriai konfliktus. A polgárháború 1992. március 1-jétől 1992. július 25-ig tartott, és az orosz 14. hadsereg közreműködésével fejeződött be, amelynek a vezetője Alekszandr Lebegy tábornok volt. A konfliktus eredményeként Muravschi lemondott alig több mint egy év hivatali idő után. Utódja Andrei Sangheli lett.
1993-ban megalapította a Kereszténydemokrata Nemzeti Mezőgazdasági Pártot (Partidul Național Țărănesc Creştin și Democrat), amelynek elnöke volt a párt 2002-es feloszlatásáig. 1998 és 2002 tagja volt a moldovai parlamentnek.